# Clodomiro Martínez
Clodomiro Martínez Hernández (13 de agosto de 1916 - 23 de marzo de 2008) fue un empresario y futbolista jalisciense que jugaba en la posición de defensa. Jugó para el Club Deportivo Guadalajara toda su carrera. Fue padre del también futbolista Aurelio Martínez.
Debutó el 3 de diciembre de 1944 en un Clásico Tapatío contra el Atlas, en la jornada 10 de la temporada 1944-1945, terminando el marcador con un 4-3 a favor de los rojinegros.
Nunca destacó como jugador, pero por más de 40 años fue directivo del Club Deportivo Guadalajara, desempeñando los cargos de vicepresidente, secretario y vocal de varias administraciones rojiblancas, a partir de 1950 hasta la década de 1990s, Le tocó la etapa del Campeonísimo como directivo del Rebaño Sagrado.

## Líder sindical
Martínez Hernández mantuvo el control de la unión de transportistas denominada Alianza de Camioneros de Jalisco y de sus poco más de 700 permisionarios desde 1959 hasta 2006, cuando una planilla opositora, encabezada por el actual dirigente, Jorge Higareda, venció al hijo de Clodomiro Martínez, Aurelio Martínez. Logró la formación de un solo grupo en toda la Alianza, antes dividida en líneas territoriales como Tlaquepaque, los Analco, los Oblatos, los Centros y Colonias. 

## Fallecimiento
Falleció el 23 de marzo de 2008 a los 92 años, de un paro cardiorrespiratorio a las 12:35 horas.
- Datos: Q5772780